# Alsólehota
Alsólehota (szlovákul: Dolná Lehota) Árvaváralja településrésze, egykor önálló község Szlovákiában, a Zsolnai kerület Alsókubini járásában.

## Fekvése
Árvaváralja központjától 2 km-re keletre, az Árva-folyó jobb partján fekszik.

## Története
Az Árvaváraljához tartozó község 1420-ban alakult ki az árvai uradalom majorságából. Fűrésztelep és textilfestő műhely is működött a községben.
Fényes Elek 1851-ben kiadott geográfiai szótárában így ír a faluról: „Lehota (Alsó), tót f., Árva vmegyében, az Árva jobb partján: 452 kath., 8 zsidó lak. 22 1/4 sessio. F. u. az árvai uradalom. Ut. p Rozenberg.”
A 20. század elején nevét „Alsóvágás”-ra magyarosították, de ezt a szlovák lakosság nem fogadta el. 1920 előtt Árva vármegye Vári járásához tartozott.
Az utóbbi időben az Árva vára és környékére irányuló turizmus egyik kedvelt szálláshelye lett.

## Népessége
1910-ben 607, túlnyomórészt szlovák lakosa volt.

## Neves személyek
- Talán itt született Sculteti Severin evangélikus esperes.
- Itt született 1884-ben Dedinszky Elemér festőművész, szobrász.

## Nevezetességei
A falu közepén álló Mária-kápolnája a 19. század elején épült.

## Külső hivatkozások
- Alsólehota Szlovákia térképén

## Lásd még
- Árvaváralja